# Lijst van voetbalinterlands Lesotho - Oeganda
Deze lijst van voetbalinterlands is een overzicht van alle officiële voetbalwedstrijden tussen de nationale teams van Lesotho en Oeganda. De landen hebben tot op heden vijf keer tegen elkaar gespeeld. De eerste ontmoeting, een kwalificatiewedstrijd voor de Afrika Cup 2008, vond plaats in Kampala op 2 september 2006. Het laatste duel, een kwartfinale van de COSAFA Cup 2019, werd gespeeld op 1 juni 2019 in Durban (Zuid-Afrika).

## Wedstrijden
| № | Plaats  | Datum            | Competitie                   | Wedstrijd         | Uitslag |
| - | ------- | ---------------- | ---------------------------- | ----------------- | ------- |
| 1 | Kampala | 2 september 2006 | Afrika Cup 2008 kwalificatie | Oeganda − Lesotho | 3 − 0   |
| 2 | Maseru  | 19 juni 2007     | Afrika Cup 2008 kwalificatie | Lesotho − Oeganda | 0 − 0   |
| 3 | Kampala | 13 oktober 2018  | Afrika Cup 2019 kwalificatie | Oeganda − Lesotho | 3 − 0   |
| 4 | Maseru  | 16 oktober 2018  | Afrika Cup 2019 kwalificatie | Lesotho − Oeganda | 0 − 2   |
| 5 | Durban  | 1 juni 2019      | COSAFA Cup 2019              | Lesotho − Oeganda | 0 − 0   |

## Samenvatting
| Competitie              | Totaal gespeeld | Winst Lesotho | Gelijk | Winst Oeganda | Doelsaldo Lesotho – Oeganda |
| ----------------------- | --------------- | ------------- | ------ | ------------- | --------------------------- |
| Afrika Cup-kwalificatie | 4               | 0             | 1      | 3             | 0 − 8                       |
| COSAFA Cup              | 1               | 0             | 1      | 0             | 0 − 0                       |
| Totaal                  | 5               | 0             | 2      | 3             | 0 − 8                       |

LFA · 
Lesothaans vrouwenelftal
Interlands
Tegenstander:
Algerije ·
Angola ·
Benin ·
Botswana ·
Burkina Faso ·
Burundi ·
Centraal-Afrikaanse Republiek ·
Comoren ·
Congo-Kinshasa ·
Ethiopië ·
Gabon ·
Gambia ·
Ghana ·
Guinee ·
Ivoorkust ·
Kaapverdië ·
Kameroen ·
Kenia ·
Laos ·
Liberia ·
Libië ·
Madagaskar ·
Malawi ·
Maleisië ·
Marokko ·
Mauritanië ·
Mauritius ·
Mozambique ·
Myanmar ·
Namibië ·
Niger ·
Nigeria ·
Oeganda ·
Rwanda ·
Sao Tomé en Principe ·
Senegal ·
Seychellen ·
Sierra Leone ·
Soedan ·
Swaziland ·
Tanzania ·
Togo ·
Zambia ·
Zimbabwe ·
Zuid-Afrika
FUFA · 
A-internationals · 
Oegandees vrouwenelftal
Algerije ·
Angola ·
Bahrein ·
Benin ·
Botswana ·
Burkina Faso ·
Burundi ·
Centraal-Afrikaanse Republiek ·
Comoren ·
Congo-Brazzaville ·
Congo-Kinshasa ·
Djibouti ·
Ecuador ·
Egypte ·
Eritrea ·
Ethiopië ·
Gabon ·
Gambia ·
Ghana ·
Guinee ·
Guinee-Bissau ·
IJsland ·
Irak ·
Iran ·
Ivoorkust ·
Jemen ·
Kaapverdië ·
Kameroen ·
Kenia ·
Koeweit ·
Lesotho ·
Libanon ·
Liberia ·
Libië ·
Madagaskar ·
Malawi ·
Mali ·
Marokko ·
Mauritanië ·
Mauritius ·
Moldavië ·
Mozambique ·
Namibië ·
Niger ·
Nigeria ·
Oezbekistan ·
Rwanda ·
Saoedi-Arabië ·
Sao Tomé en Principe ·
Senegal ·
Seychellen ·
Slowakije · 
Soedan ·
Somalië ·
Tadzjikistan ·
Tanzania ·
Togo ·
Tsjaad ·
Tunesië ·
Turkmenistan ·
Zambia ·
Zimbabwe ·
Zuid-Afrika ·
Zuid-Soedan